# Diphensäure
Diphensäure (HOOCC6H4C6H4COOH) ist ein aromatische chemische Verbindung. Die Struktur besteht aus zwei Benzolringen mit je einer in ortho-Stellung angefügten Carboxygruppe (–COOH).
Die Säure bildet ein inneres Anhydrid mit einem an die beiden Benzolringe anellierten siebengliedrigen Ring; das Anhydrid besitzt einen Schmelzpunkt von 219 °C.

## Gewinnung und Darstellung
Diphensäure kann aus Anthranilsäure durch Diazotierung und anschließende Einwirkung von Kupfer(I)-Ionen gewonnen werden:
Auch ausgehend von Phenanthren ist sie zugänglich. Hierbei wird zunächst Peroxyessigsäure aus Essigsäure und 90 % Wasserstoffperoxid hergestellt:
{\displaystyle \mathrm {CH_{3}COOH+H_{2}O_{2}\rightleftharpoons CH_{3}COOOH+H_{2}O} }
Anschließend wird diese mit Phenanthren umgesetzt:
{\displaystyle \mathrm {4\ CH_{3}COOOH+C_{14}H_{10}\rightleftharpoons 4\ CH_{3}COOH+C_{14}H_{10}O_{4}} }
Wird Phenanthren mit Oxidationsmitteln (z. B. Wasserstoffperoxid, Chrom(VI)-oxid, Kaliumdichromat, Kaliumpermanganat) behandelt, entsteht 9,10-Phenanthrenchinon und durch weitere Oxidation Diphensäure.
Kocht man 9,10-Phenanthrenchinon mit alkoholischem Kali, so entsteht das Kaliumsalz der Diphensäure.
Auch entsteht durch Photooxidation aus 9,10-Phenanthrenchinon die Diphensäure.

## Verwendung
Die Diphensäure kann zur Herstellung von Polyester- und Alkydharzen dienen.